# Kals am Großglockner
Kals am Großglockner é um município da Áustria, situado no distrito de Lienz, no estado do Tirol. Tem 180,31 km² de área e sua população em 2019 foi estimada em 1.132 habitantes.